# Interstate 287
Interstate 287 is een Interstate highway aangelegd als gedeeltelijke ringweg in de staten New Jersey en New York met een totale lengte van 158 km. 
De snelweg loopt van het noorden van de staat New Jersey naar Rockland en Westchester County in de staat New York. I-287 heeft ruwweg een hoefijzer-tracé in wijzerzin dat begint op een verkeerswisselaar met Interstate 95 in het stadje Edison, waarna de snelweg terug bij Interstate 95 eindigt in Rye. De snelweg biedt een aansluiting op Interstate 78 nabij Bedminster en Interstate 80 nabij Parsippany-Troy Hills, beiden in New Jersey. 
In de staat New York ontmoet de snelweg opnieuw een aantal Interstate highways, meer bepaald Interstate 87, Interstate 684 en tot slot het eindpunt Interstate 95. 